# Карасье (Тюменская область)
Карасье — деревня в Заводоуковском районе Тюменской области. В рамках организации местного самоуправления находится в Заводоуковском городском округе.

## История
До 1917 года в составе Лыбаевской волости Ялуторовского уезда Тобольской губернии. По данным на 1926 год состояла из 42 хозяйств. В административном отношении входила в состав Широкоплечинского сельсовета Ялуторовского района Тюменского округа Уральской области.

## Население
| 2010 |
| ---- |
| 8    |

По данным переписи 1926 года в деревне проживало 209 человек (102 мужчины и 107 женщин), в том числе: русские составляли 100 % населения.